# 定宽曲线
定宽曲线（英語：Curve of constant width），或称恒宽曲线，定义：平面上一凸形封闭曲线，不论如何转动，其宽度永远不变，则称之定宽曲线或恒宽曲线。这里所称的“宽度”是指平行线“夹住”某封闭曲线时，平行线间的距离，所謂"夾住"是指每個平行線與凸形封閉曲線相交至少一點且與凸形封閉曲線圍起來的內部區域（interior）不相交。
或者可以说，将一个闭合曲线放在两条平行线中间，使之与这两平行线相切，则可以做到：无论这个闭合曲线如何运动，只要它仍与原平行线中的一条直线相切，就必与另一条直线线相切，那么此闭合曲线为定宽曲线。